# 二重川 (千葉県)

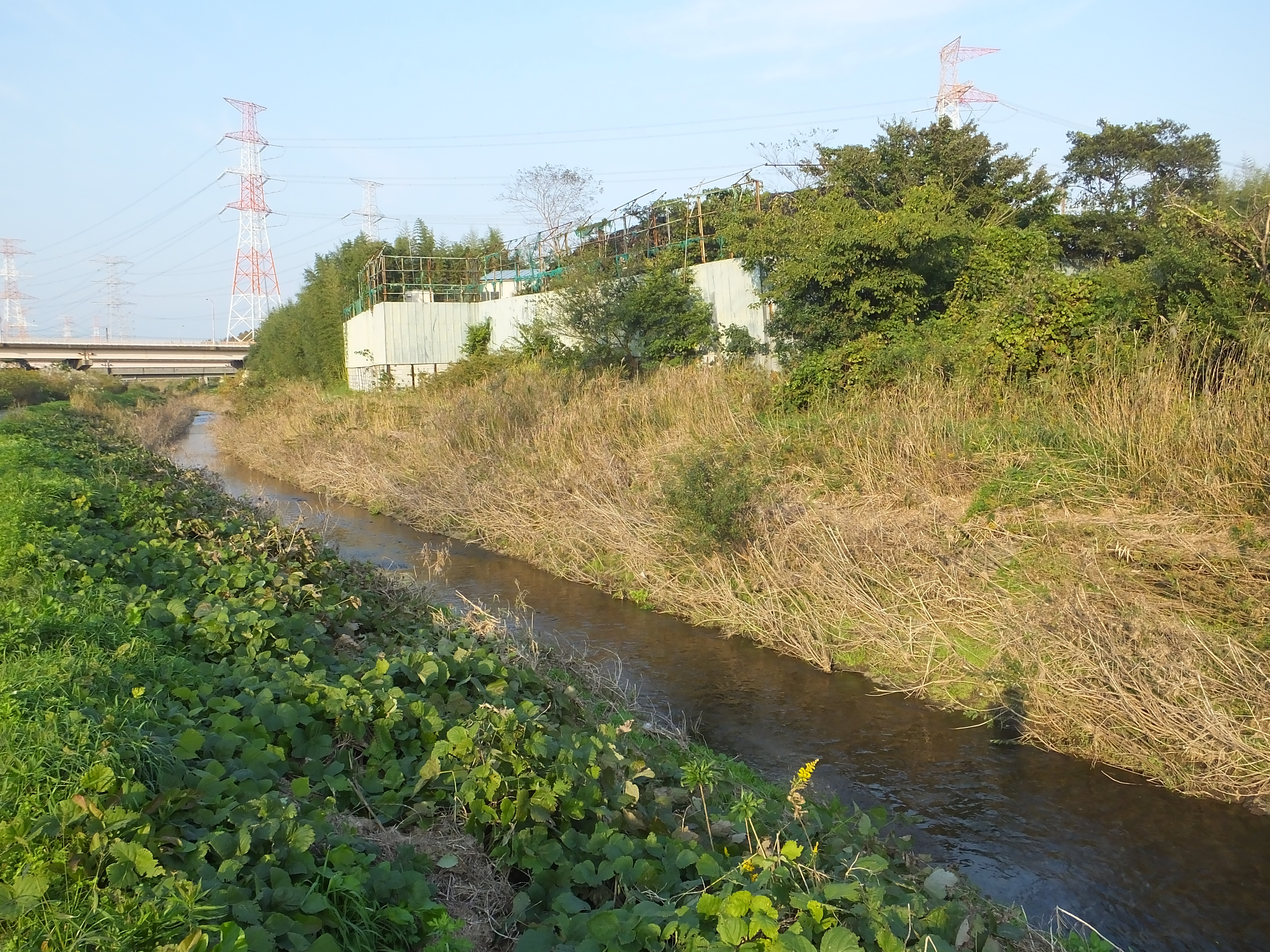
小室南橋付近

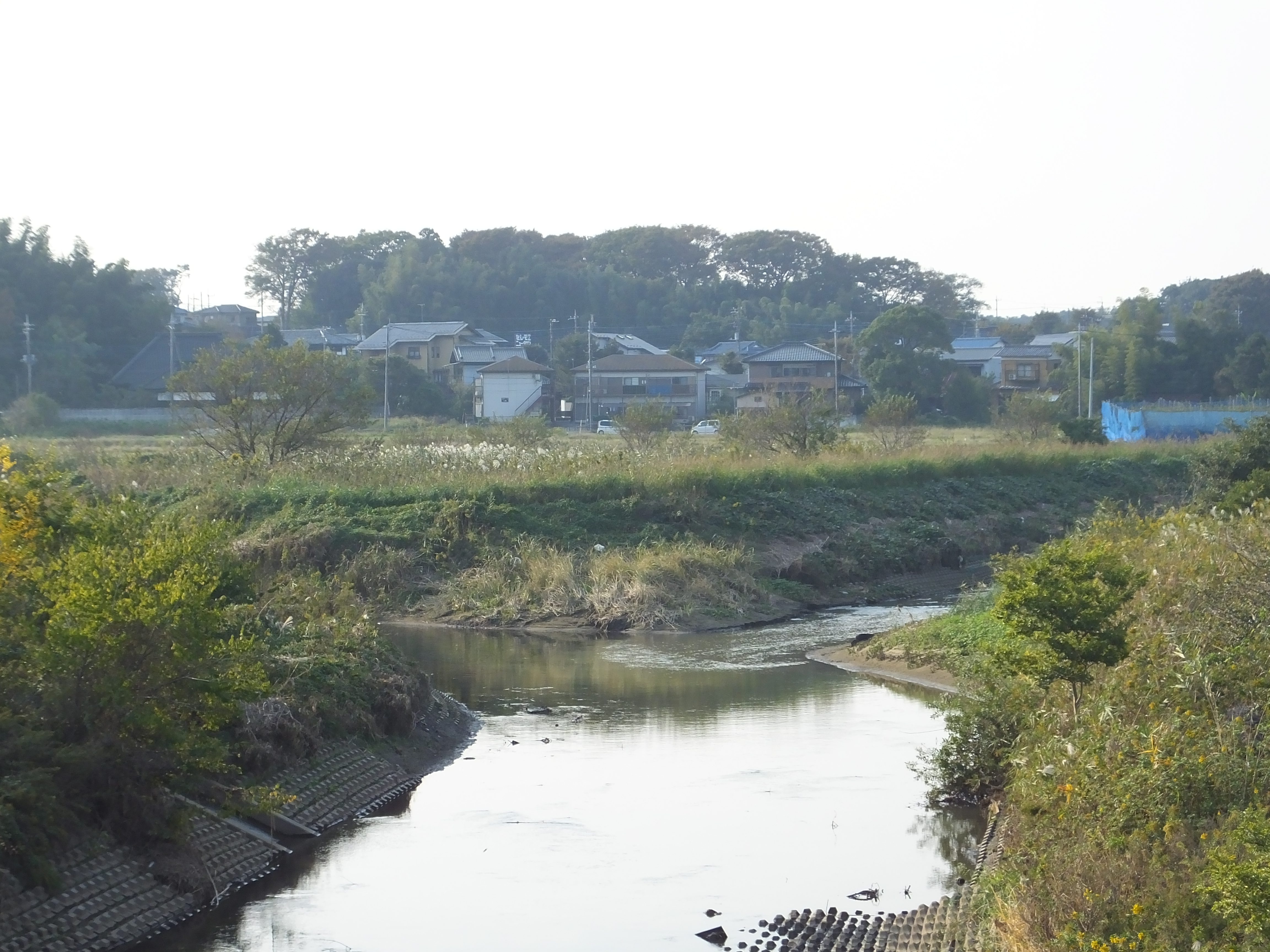
神崎川の二重川橋より上流方、神崎川（右）に合流する二重川（左）

二重川（ふたえがわ）は、千葉県の北総地域を流れる利根川水系神崎川支流の一級河川。

## 地理
鎌ケ谷市中南部、丸山付近に源を発し東流する。貯留池が数多く整備されているが、源流部は大部分に蓋がされており、道路脇の歩道として使われている。井草付近より地上に出て、すぐに船橋市に入る。市境より下流はほぼ全区間に渡り河川敷が整備されている。高野台を過ぎると白井市との境界を流れ、橋戸橋付近で志多田川、富ヶ沢橋付近で富ヶ沢川を合わせる。北総線を越え、法目川を合わせると水田地帯に変わり、神崎川に流入する。
鎌ケ谷市・船橋市境より下流の6.41kmが一級河川に指定されている。普通河川区間（鎌ケ谷市内）では二重川という呼称は使用されず、「井草水路」と呼ばれる。

## 治水
上流部の井草付近より下流側では道路の冠水対策として、1998年（平成10年）度末までに船橋市が主体となり、白井町（当時）・鎌ケ谷市も費用負担をして河川改修の用地買収を行った。その上で2007年（平成19年）度末までに富ヶ沢橋より上流の2,290mに渡って雨水整備をし、1時間当たり50mm以上の降雨に対応できるようになった。一方富ヶ沢橋より下流は企業庁が整備を行っており、2005年（平成17年）度末に完了した。河川改修事業はいずれも河川幅の拡幅による多自然型工法である。

## 支流
- 法目川　一級河川
- 豊富川
- 白幡川
- 富ヶ沢川　一級河川
- 志多田川

## 主な橋
- こふく橋
- 千葉県道189号千葉ニュータウン北環状線
- 長殿堰管理橋
- 白井橋 - 国道16号
- 長殿橋
- 法目北大橋・小室南橋 - 国道464号
- 富ヶ谷橋
- 富ヶ沢橋
- 橋戸橋
- 八木が谷橋
- 高野橋

## 参考資料
- 白井市議会会議録　平成15年第4回定例会（12月1日）
- 鎌ケ谷市議会平成10年12月定例会（第4回、11月26日）
- 鎌ケ谷市議会平成15年3月定例会（第1回、3月19日）
- 鎌ケ谷市議会平成21年9月定例会（第3回、9月18日）